# Eremisca osiris
Eremisca osiris là một loài ruồi trong họ Asilidae. Eremisca osiris được Wiedemann miêu tả năm 1828.